# Hematoksilin
Hematoksilin je matična snov za barvilo rastlinskega izvora (pridobljenega z ekstrakcijo iz drevesa Haematoxylum campechianum), katere oksidacijski produkt hematein je bazično barvilo modre barve in se pogosto uporablja v histološki tehniki. Hematein tvori močno obarvane komplekse z nekaterimi kovinskimi ioni, zlasti Fe3+ in Al3+. Obarvanost kompleksov med hemateinom in kovinskimi ioni v celičnem jedru se izrablja za preiskave pod mikroskopom. Za strukture, ki se obarvajo s tem barvilom, pogosto pravimo, da so bazofilne, čeravno je tehnika barvanja drugačna kot pri barvanju z bazičnimi barvili. 
Hematoksilin in eozin v kombinaciji sta eno izmed najpogosteje uporabljanih barvil v histologiji. Obarvanje je trajno, za razliko od nekaterih drugih barvil (na primer joda). 
Pogosto se uporablja tudi barvanje z mešanico hematoksilina in fosfotungstične kisline. S tem barvilom se mielinska in glialna vlakna obarvajo modro.